# Thr33 Ringz
Thr33 Ringz är ett musikalbum av T-Pain, som släpptes den 11 november 2008. På albumet finns Lil Wayne, Ludacris, Kanye West, Chris Brown Akon, T.I., DJ Khaled, Ciara, Diddy, Mary J. Blige, Musiq Soulchild, och Raheem DeVaughn. Där finns också Tay Dizm, Jay Lyriq och Young Cash från T-Pains skivbolag Nappy Boy Entertainment. T-Pain gjorde också låtar med Rick Ross, "What It Do", Busta Rhymes, "Dance for Me", och en låt som aldrig släpptes med Rihanna. De låtarna fick inte plats på skivan,
Han håller också på med att göra ett album tillsammans med Lil Wayne (T-Wayne) albumet kommer kallas The Best of Both Worlds.

## Låtlista
| Nr | Titel                    | Gästartist(er)                               | Längd |
| -- | ------------------------ | -------------------------------------------- | ----- |
| 1  | "Welcome to Thr33 Ringz" |                                              | 2:27  |
| 2  | "Ringleader Man"         |                                              | 2:54  |
| 3  | "Chopped & Skrewed"      | Ludacris                                     | 4:21  |
| 4  | "Take A Ride (Skit)"     |                                              | 1:45  |
| 5  | "Freeze"                 | Chris Brown                                  | 3:36  |
| 6  | "Blowing Up"             | Ciara                                        | 3:24  |
| 7  | "Can't Believe It"       | Lil Wayne                                    | 4:33  |
| 8  | "It Ain't Me"            | Akon & T.I.                                  | 3:45  |
| 9  | "Feed The Lion (Skit)"   |                                              | 1:28  |
| 10 | "Therapy"                | Kanye West                                   | 3:34  |
| 11 | "Long Lap Dance Song"    |                                              | 4:36  |
| 12 | "The Reality Show"       | Musiq Soulchild, Raheem DeVaughn & Jay Lyriq | 4:27  |
| 13 | "Keep Going"             |                                              | 2:14  |
| 14 | "Superstar Lady"         | Young Ca$h                                   | 3:17  |
| 15 | "Change"                 | Akon, Diddy & Mary J. Blige                  | 5:10  |
| 16 | "Digital"                | Tay Dizm                                     | 3:14  |
| 17 | "Karaoke"                | DJ Khaled                                    | 4:09  |

### Deluxe Edition Bonus Tracks
| Nr | Titel       | Längd |
| -- | ----------- | ----- |
| 18 | "Distorted" | 2:24  |
| 19 | "Sweet"     | 3:59  |
| 20 | "Bad Side"  | 2:35  |
| 21 | "Phantom"   | 3:36  |

## Pr33 Ringz Mixtape
Tracklisting:
1. Intro (feat. DJ Khaled)
2. What U Need
3. Cocky (feat. DJ Khaled)
4. Somebody Tell ‘Em
5. I Know (feat. Young Cash)
6. Like I Outta
7. Don’t Stop The Party (feat. Young Cash)
8. Freakin’ (feat. Gorilla Zoe & Tee Baby)
9. This Dat Shit
10. Got To Go
11. Reborn
12. Ain’t No Love (feat. Young Cash)
13. Up & Down
14. I’m Madd (feat. Tay Dizm)
15. Superman
16. Dig That
17. I’m A Freak (feat. Young Cash)
18. Nappy Boy Or Die (feat. Young Cash)
19. Let’s Go
20. We Got Love
21. Tha Truth

## Topplistor
Thr33 Ringz debuterade som #4 på den Amerikanska Topplistan, Billboard 200, den sålde över 167,700 kopior under den första veckan.
| Chart (2008)                          | Peak position |
| ------------------------------------- | ------------- |
| U.S. Billboard 200                    | 4             |
| U.S. Billboard Top R&B/Hip-Hop Albums | 1             |
| Canadian Albums Chart                 | 25            |
| Australian Top 40 Urban Albums        | 12            |
| Japan Oricon Album Chart              | 40            |